# São Luís do Quitunde
São Luís do Quitunde este un oraș în statul Alagoas (AL) din Brazilia.